# Nelson Munganga
Nelson Omba Munganga, né le 27 mars 1993 à Kinshasa, est un footballeur international congolais, qui évolue au poste de milieu de terrain avec le Tabora United FC.

## Biographie
Il reçoit sa première sélection en équipe de RD Congo, le 6 septembre 2019, contre le Cameroun. Ce match perdu sur le score de 0-2 rentre dans le cadre des éliminatoires de la Coupe d'Afrique des nations 2015.
En janvier 2015, il dispute la phase finale de la Coupe d'Afrique des nations qui se déroule en Guinée équatoriale. Il prend part à deux matchs lors de cette compétition, contre le Cap-Vert en phase de poule, puis contre le Congo en quart de finale. la RD Congo se classe troisième de la CAN, en battant le pays organisateur lors de la "petite finale", après une séance de tirs au but.
En janvier 2016, il participe au championnat d'Afrique des nations, organisé au Rwanda. Il joue cinq matchs lors de ce tournoi. Il se met alors en évidence en inscrivant son premier but avec la RD Congo, contre l'Angola en phase de poule. La RD Congo remporte la compétition en battant le Mali en finale, sur le score sans appel de 3-0.
Cette même année, il participe à la Coupe COSAFA 2016. Il prend part à deux matchs lors de ce tournoi, inscrivant un but en quart de finale face au Mozambique.

## Palmarès

### En équipe nationale
- Troisième de la Coupe d'Afrique des nations en 2015 avec la RD Congo
- Vainqueur du championnat d'Afrique des nations en 2016 avec la RD Congo

### En club
- Finaliste de la Ligue des champions de la CAF en 2014 avec l'AS Vita Club
- Finaliste de la Coupe de la confédération en 2018 avec l'AS Vita Club
- Champion de RD Congo en 2015 et 2018 avec l'AS Vita Club
- Vainqueur de la Supercoupe de RD Congo en 2015 avec l'AS Vita Club

## Statistiques

### Buts marqués en équipe nationale
Les scores et les résultats indiquent d'abord ceux de la RD Congo.
| Non | Date            | Lieu                                       | Adversaire | But  | Résultat | Compétition                            |
| --- | --------------- | ------------------------------------------ | ---------- | ---- | -------- | -------------------------------------- |
| 1.  | 21 janvier 2016 | Stade Huye, Butare, Rwanda                 | Angola     | 1 –0 | 4–2      | Championnat d'Afrique des Nations 2016 |
| 2.  | 19 juin 2016    | Stade de l'indépendance, Windhoek, Namibie | Mozambique | 1 –0 | 1–0      | Coupe COSAFA 2016                      |